# Liapis Troubetskoï
Liapis Troubetskoï (biélorusse : Ляпіс Трубяцкі, russe : Ляпис Трубецкой) est un groupe de rock soviétique, puis biélorusse fondé en 1989 par Sergueï Mikhalok (ru).
Il est connu pour ses chansons humoristiques telles que Ti Kinula et Sport Proshel. Durant la période 1995-2006, le groupe a réalisé 12 albums, enregistrés en Biélorussie et en Russie, sans tenir compte des nombreux enregistrement pirates de leurs concerts.

## Albums
| Année | Titre Original                          | Traduction                                     | Label                   |
| ----- | --------------------------------------- | ---------------------------------------------- | ----------------------- |
| 2014  | Матрёшка                                | Poupée russe                                   | Soyuz Music             |
| 2012  | Рабкор                                  | Correspondant ouvrier                          | Soyuz Music             |
| 2011  | Весёлые картинки                        | Images amusantes                               | Soyuz Music             |
| 2010  | Священный огонь (single)                | La Flamme sacrée (single)                      | -                       |
| 2009  | Культпросвет                            | Kultprosvet                                    | Soyuz Music             |
| 2008  | Manifest                                | Manifeste                                      | Nikitin                 |
| 2007  | Капитал                                 | Capital                                        | Nikitin                 |
| 2006  | Мужчины не плачут. Музыка для кино      | Les hommes ne pleurent pas. BOF                | Birds Fabric            |
| 2004  | Аргентина                               | Argentine                                      | Deti Solntsa            |
| 2004  | Золотые яйцы                            | Les œufs/couilles en or                        | Soyuz                   |
| 2003  | Чырвоны кальсоны (макси-сингл)          | Caleçons rouges (Maxi-Single)                  | Birds Fabric            |
| 2001  | Ляписденс - 2                           | Lyapis-dance - 2                               | Soyuz                   |
| 2001  | Юность                                  | Jeunesse                                       | GRAND                   |
| 2000  | Тяжкий                                  | Lourd/Difficile                                | REAL                    |
| 2000  | Всем девчонкам нравится                 | Ça plaît à toutes les filles                   | Soyuz                   |
| 1999  | Ляписденс                               | Lyapis-dance                                   | Soyuz                   |
| 1999  | Красота                                 | Beauté                                         | Soyuz                   |
| 1998  | Любови капец: архивные записи 1992-1995 | L'amour est foutu! : archive records 1992-1995 | Soyuz                   |
| 1998  | Ты кинула                               | Tu as jeté                                     | Soyuz                   |
| 1997  | Смяротнае вяселле                       | Mariage Mortel                                 |                         |
| 1996  | Ранетое сердце                          | Cœur blessé                                    |                         |
| 1995  | Любови капец! — Live '95                | L'amour est foutu! — Live '95                  | Belarusian rock-archive |